# Дар-гора
Дар-гора, до 1910 года — Вор-гора — историческая местность на территории современного Ворошиловского района Волгограда.

## География

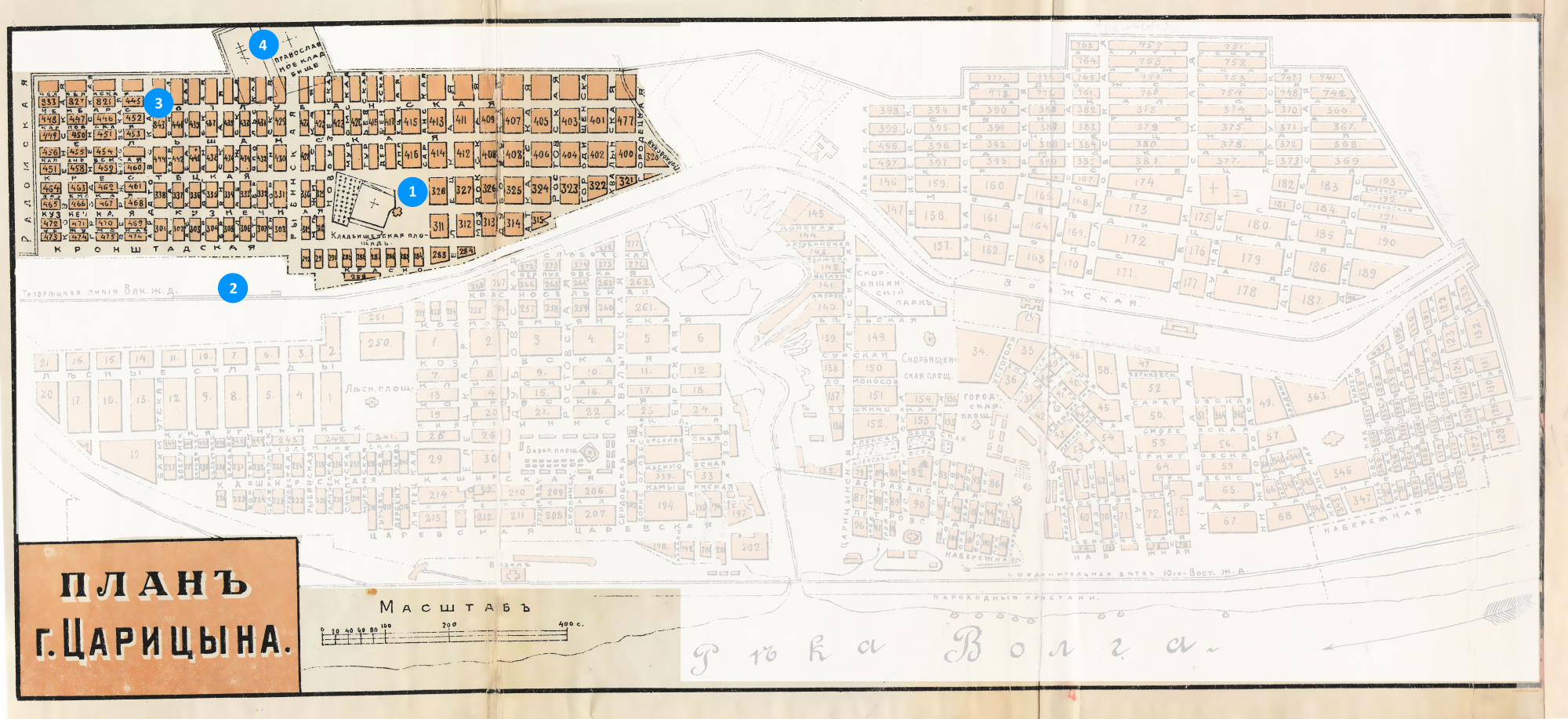
Дар-гора на плане города 1909 года. Границы района приведены по оценкам волгоградского краеведа Романа Шкоды. Цифрами обозначены: 1 — Казанский собор; 2 — Тихорецкий вокзал; 3 — Благовещенская церковь; 4 — Царицынское кладбище.

Во времена Царицына располагался на юго-западной окраине города: к югу от реки Царица и к западу от железной дороги («за полотном», «заполотновская часть»). В советское время расположение принципиально не поменялось за исключением того, что к городу были присоединены новые территории на юге, поэтому с этой стороны Дар-гора перестала быть окраиной.

## История

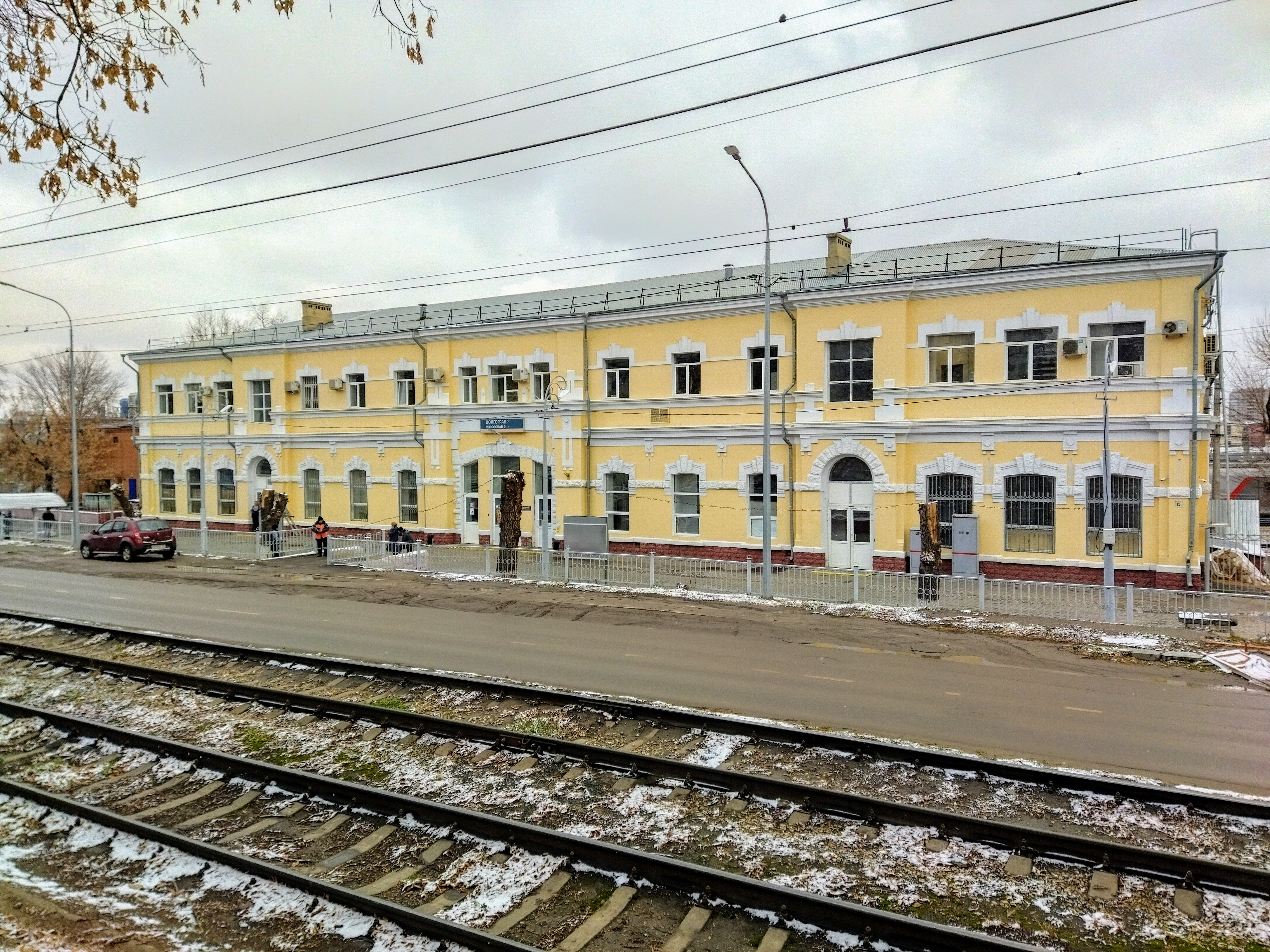
Тихорецкий вокзал Владикавказской железной дороги — современная железнодорожная станция Волгоград II. Построена в конце XIX века.

В этой местности проживало большое количество бунтовщиков и мятежников. Поэтому место называлось Вор-гора. В конце лета 1910 года в городских трущобах, районе, носившем в народе название «Кавказ», произошёл пожар, уничтоживший большую часть домов. Городская дума приняла решение о переселении погорельцев западнее места пожарищ и дальше от приволжских оврагов, на так называемую «Вор-Гору», бесплатно выделила 400 участков. Пострадавшие не спешили переселяться. Царицынский вестник 4 сентября писал: «Погорельцы не хотят уходить со своих насиженных мест на Вор-Гору. Они страстно желают начать снова постройки и сидят на развалинах, боясь, чтобы кто-нибудь в их отсутствие не захватил их места». Тогда же встал вопрос о переименования местности в более благозвучное. В октябре городская училищная комиссия предлагает название «Тихорецкий городок». После этого редакция Царицынского вестника высказывает своё мнение: «Правда, следует переменить обидное и даже оскорбительное название „Вор-Гора“, и весьма похвально, что на это обратила внимание Училищная комиссия… только нас удивляет то обстоятельство, что Училищная комиссия почему-то присвоила себе право избирать новое название для Вор-Горы… следовало бы спросить самих жителей Вор-Горы, какое они пожелали бы название. Нам приходилось многократно беседовать с тамошними обывателями, которые действительно недовольны названием своей местности „Вор-Горой“ и желают свою гору назвать Благовещенской в честь строящегося [там] храма во имя Благовещения». 7 октября Царицынская дума решила поменять название на более благозвучное — район получил название Дар-горы «ввиду того, что там городом подарено погорельцам около 400 мест».
До войны застроена была в основном индивидуальными домами, имела мелкую прямоугольную сетку кварталов, перпендикулярно и параллельно расположенных улиц, длина которых достигала 4 километров.

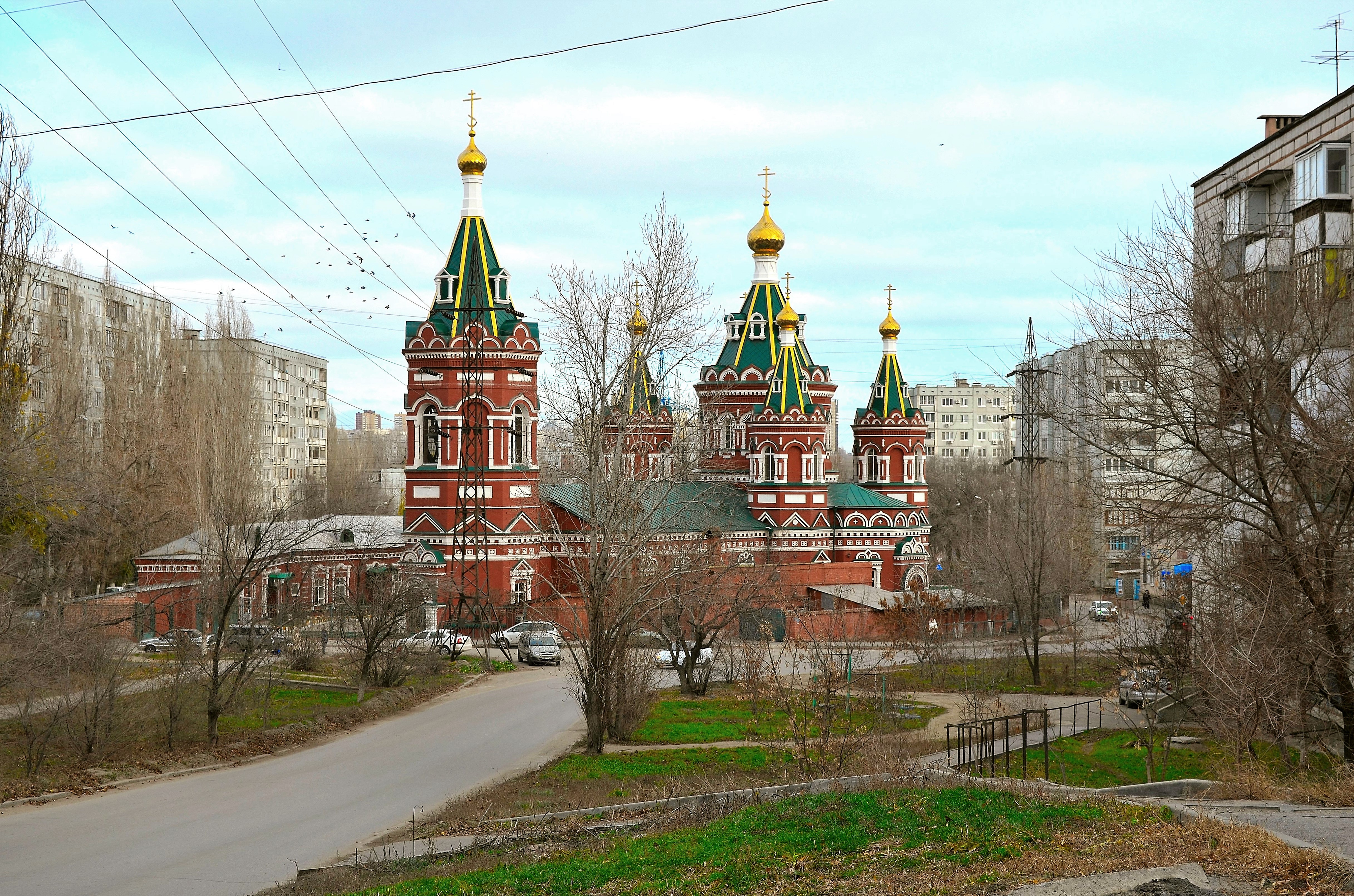
Казанский собор — кафедральный храм Волгоградской епархии в современном Волгограде, а до революции — кладбищенская церковь. Построена в конце XIX века.

Среди наиболее интересных исторических объектов местности — Казанский собор, Тихорецкий вокзал, Благовещенская церковь (не сохранилась), старое царицынское кладбище, постройки на улице Клубной.

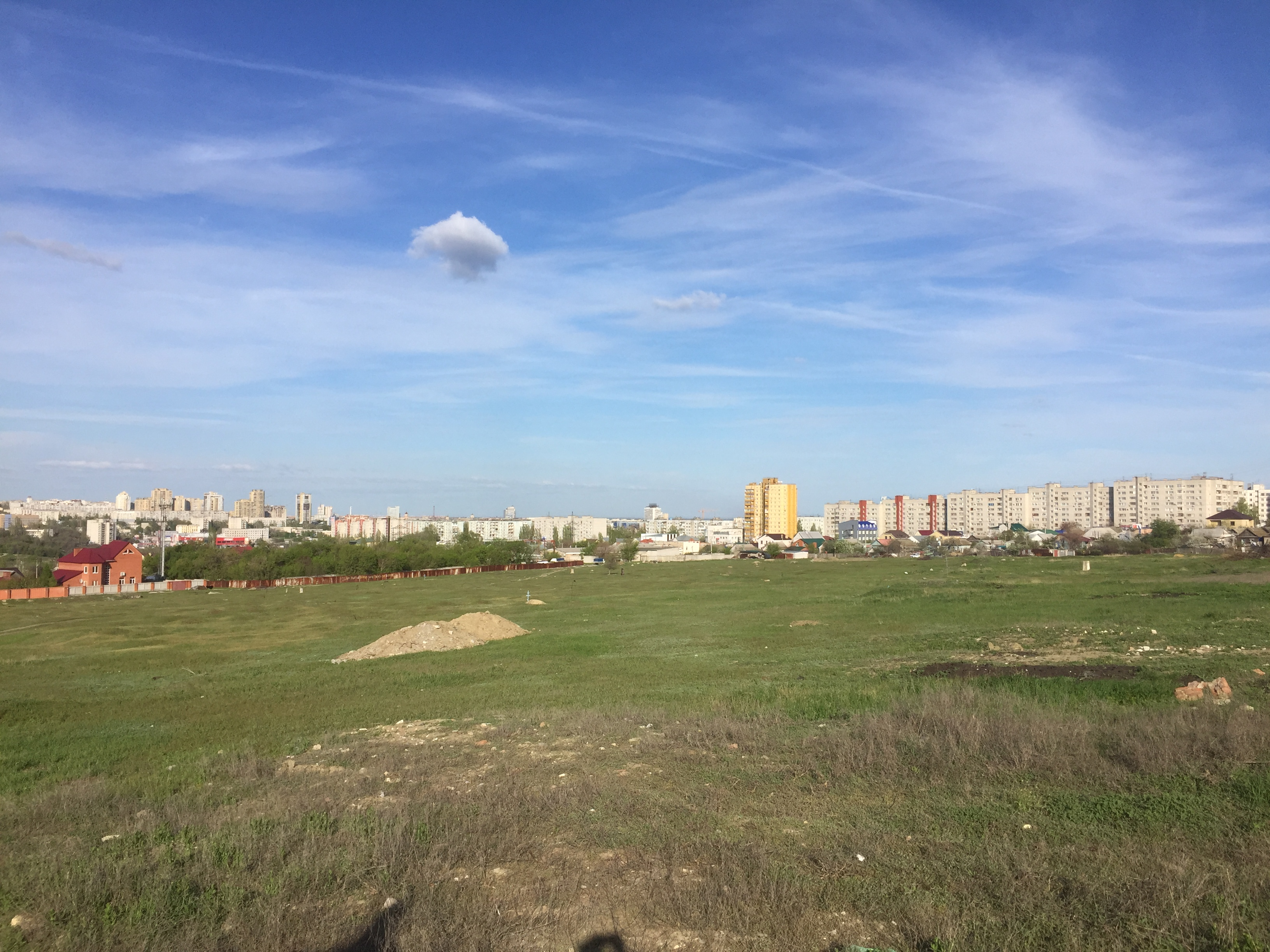
Современное состояние кладбища.

На Дар-горе жила семья советского лётчика, героя Советского Союза Виктора Степановича Хользунова: «К югу от центра города, на отшибе, по большому горбатому бугру раскинулся у начала степи поселок Дар-гора. Его улицы возле Тихорецкой железной дороги, проложенной под глинистой кручей, заставлены домами на кирпичной кладке, дворы закрыты глухими тесовыми заборами с проемами для ворот, а на окраине — саманные полуземлянки. Поблизости от станции жили путейцы, а далее — грузчики, рабочие лесных пристаней и лесозаводов, ломовые извозчики. На Дар-горе часто поселялась беднота — земля здесь была выдана бесплатно, в «дар» жителям посёлка „Кавказ“, жестоко пострадавшего от пожара. <…> На Дар-гору и перебрались Хользуновы, найдя временный приют у родственников.